# Cornufer guentheri
Cornufer guentheri е вид жаба от семейство Ceratobatrachidae. Видът не е застрашен от изчезване.

## Разпространение и местообитание
Разпространен е в Папуа Нова Гвинея и Соломонови острови.
Обитава гористи местности, градини и долини.

## Описание
Популацията на вида е стабилна.